# Marcus Kennedy
Marcus Jay Kennedy (Highland Park, Míchigan, 29 de febrero de 1967) es un exjugador de baloncesto estadounidense. Con 2,01 de estatura, su puesto natural en la cancha era el de pívot. 

## Trayectoria profesional
[actualizar]